# Leave It to Chance
Leave It to Chance é uma série de revistas em quadrinhos americana criada por James Robinson. Em 1997, foi vencedora do Eisner Award de "Melhor Nova Série" e no ano seguinte, indicada ao de "Melhor Série". Em ambos os anos Robinson, Paul Smith e Jeremy Cox foram indicados, respectivamente, ao Eisner de "Melhor Escritor", de "Melhor Desenhista" e de "Melhor Colorista" pelo trabalho na série. Entre 1996 e 1998, 12 edições foram publicadas através da Wildstorm Comics, uma subsidiária da Image Comics. Após a aquisição da Wildstorm pela DC Comics, a série teria uma 13ª edição publicada em 1999. Inicialmente, pretendia-se continuar a série até a 15ª edição, mas estes planos não se concretizaram..